# Jack Black (chasseur de rats)
Pour les articles homonymes, voir Jack Black (homonymie) et Black.
Jack Black est un chasseur de rats et marchand ayant vécu en Angleterre au XIXe siècle. Vêtu de son costume excentrique, il se déplace dans Londres et le pays pour y vendre ses services et ses raticides. Il se décrit alors comme le chasseur officiel de la reine Victoria sous le titre de « destructeur de rats et de taupes pour sa majesté » (en anglais : rat and mole destroyer to her majesty). Il apparaît dans l'ouvrage London Labour and the London Poor du journaliste anglais Henry Mayhew qui développe dans un long chapitre la biographie de Jack Black. Ses activités de reproduction et de dressage en font un précurseur dans la domestication des rats.

## Biographie
Il naît à la fin du XVIIIe siècle,.

### Chasseur de rats
Enfant, il attrape les rats à Regent's Park et reçoit à partir de 10 ans des commissions de particuliers pour les pourchasser. Il chasse les rats dans les maisons de Londres et porte les traces de son activités sur tout son corps : ses cicatrices témoignent des morsures de rats qu'il reçoit tout au long de sa vie.

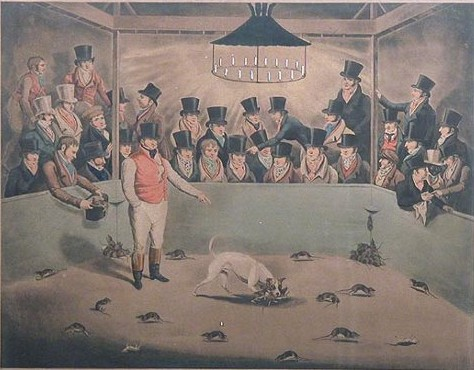
Un jeu de rat-baiting au début du XIXe siècle.

À partir des années 1830, il en garde une partie pour les envoyer participer à des jeux de rat-baiting (en) où des chiens sont chargés de poursuivre des rats qui ont été relâchés dans une arène. C'est à cette époque un jeu populaire à Londres, qui brasse des sommes importantes pariées par les spectateurs,.

### Développement de ses affaires
Jack Black se décrit comme le chasseur de rats officiel de la reine Victoria et s'arroge le titre de « destructeur de rats et de taupes pour sa majesté » (en anglais : rat and mole destroyer to her majesty). Il s'occupe en effet de dératiser les palais de la reine,. De manière générale, ses activités témoignent de son objectif de s'élever socialement. Ses affaires fonctionnent bien, et avec l'argent récolté en chassant les rats dans tout Londres il parvient à acheter une taverne située à Regent Street. Il y travaille avec sa fille, qui porte un costume inspiré de celui de son père. Cependant, son commerce périclite et il reprend son rôle de chasseur de rats pour pallier ses problèmes chroniques d'argent,.

### Spectacles
Jack Black entraîne des rats à se déplacer le long de son corps pour l'aider à promouvoir ses raticides. Il crée en effet des produits de sa composition qui visent à se débarasser de ce fléau londonien. Il s'habille pour se faire reconnaître d'un éclatant costume rouge écarlate qu'il crée lui-même et porte une ceinture en cuir où il accroche des rats en fonte. Il se déplace à travers l'Angleterre pour vendre ses poisons dans un chariot sur lequel il peint ses animaux et réalise des représentations dans tout le pays. Il affirme aux spectateurs, qui ne connaissent pas la possibilité de domestiquer les rats, qu'il les attrape le jour même et montre dans ses spectacles ses manipulations de ces animaux qui impressionnent la foule :
« Here I saw him dip his hand into this cage of rats and take out as many as he could hold, a feat which generally caused an "oh!" of wonder to escape from the crowd [...] as he let them run up his arms like squirrels, and the people gathered round beheld them sitting on his shoulders cleaning their faces with their front-paws, or rising up on their hind legs like little kangaroos, and sniffing about his ears and cheeks. »
— Henry Mayhew, London Labour and the London Poor

« Je le vis alors plonger la main dans cette cage de rats et en sortir autant qu'il pouvait en tenir, un exploit qui suscitait un « oh ! » d'étonnement dans la foule [...] car il les laissait courir sur ses bras comme des écureuils, et les gens rassemblés autour les voyaient assis sur ses épaules, se nettoyant le visage avec leurs pattes avant, ou se dressant sur leurs pattes arrière comme de petits kangourous, et reniflant ses oreilles et ses joues. »
— London Labour and the London Poor

### Élevages de rats

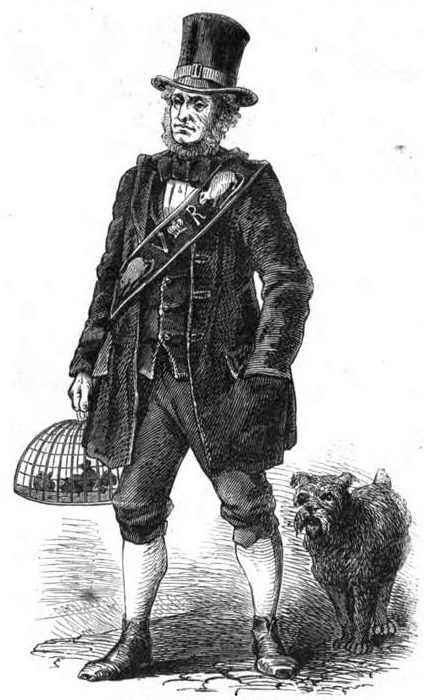
Illustration représentant Jack Black.

Jack Black élève de nombreux animaux, s'entoure d'oiseaux qu'il vend comme cibles pour des jeux de tir et garde des furets et des chiens de terrier pour l'aider à chasser les rats. Il tente par ailleurs d'élever un singe, un blaireau et deux ratons laveurs à cette même fin mais abandonne ces projets. Il met de côté les rats qui ont un pelage coloré et les vend comme animaux de compagnie. À partir d'un individu qu'il attrape, il lance une lignée de rats albinos qu'il vend à des jeunes femmes aisées, surfant sur un certain effet de mode. Une partie de ces rats blancs sont envoyés à des scientifiques français. 

### Entretien avec Henry Mayhew
Dans son monumental ouvrage London Labour and the London Poor le journaliste anglais Henry Mayhew réalise un long entretien avec Jack Black. Il s'agit de l'une des biographie les plus développées de son ouvrage et occupe une dizaine de page dans le troisème volume de la série. Le chasseur de rat est présenté comme un personnage excentrique obsédé par la mission à laquelle il consacre sa vie. Pour l'auteur, le culte que Jack Black voue aux rats, qui s'étend jusqu'à leur consommation, est un symbole d'un tabou qui existe dans l'Angleterre victorienne et représente la dichotomie entre le sacré et la saleté, entre la reine et les rats qui prolifèrent dans sa capitale. Henry Mayhew apprécie cette rencontre et souligne une « bonté » à laquelle il ne s'attendait pas.

### Vie privée
Il est marié et a une fille.

## Influence

### Domestication du rat
Les rats dépassent leur image de nuisible grâce à Jack Black, qui les vend comme animaux de compagnie. Bien qu'il s'implique dans le traitement cruel auxquels ils sont confrontés, en les vendant comme appât dans les arènes de combat, il participe à leur acceptation dans la population en sélectionnant, en élevant puis en vendant les rats les plus jolis et rares. La domestication de ceux-ci provient de ces premiers contacts qui produisent par la suite des générations de rats plus dociles.
Bien que particulièrement proche de ses rats, Jack Black ne semble pas posséder de liens affectifs particulièrement poussés. Son époque n'est pas propice au développement émotionnel envers tous les animaux et, malgré tout l'intérêt qu'il porte envers les rats, il reconnaît les vendre pour les combats, les manger pour leur chair et, surtout, les chasser pour les tuer. Pour lui comme pour ses contemporains, le rat est une vermine qu'il faut éliminer pour se protéger des dégâts qu'il cause,.  
Il est possible que les rats attrapés par Jack Black soient à l'origine de lignées de rats d'élevage aujourd'hui utilisés comme rats de laboratoire pour les besoins de la science. Aucune preuve concrète ne permet cependant de confirmer un lien entre ses rats albinos et la lignée Wistar.  

### Culture

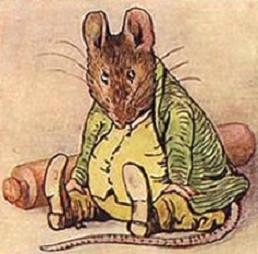
Samuel sur l'image de couverture du livre.

#### Littérature
- Sammy, le rat héros du roman L'Histoire de Samuel le moustachu (en) serait inspiré d'un animal que l'écrivaine Beatrix Potter a acheté à Jack Black[10].
- Dans la bande dessiné L'Histoire d'un vilain rat du britannique Bryan Talbot, Jack Black est mentionné[17].
- La quinzième nouvelle du recueil Bizarre ! Bizarre ! de Roald Dahl, Le Chien de Claude, met en scène un chasseur de rat dont certaines caractéristiques sont inspirées de Jack Black[18].

#### Peinture
- Le peintre anglais Charles Cooper Henderson (en) se serait inspiré de Jack Black dans une des ses aquarelles[19].

#### Cinéma
- Le court métrage d'animation des studios Pixar Notre ami le rat réalisé par Jim Capobianco et sorti en 2007 en parallèle de Ratatouille montre Jack Black offrir un rat à la reine Victoria[20].

#### Télévision
- La série pour enfant britannique Hetty Feather (en), tirée du roman éponyme (en), fait intervenir le personnage de Jack Black dans sa première saison[21].